# سس تنوری
سس تنوری یا سس باربیکیو(همچنین به اختصار سس BBQ نیز نامیده می‌شود) سسی است که به روش خواباندنی، سس، چاشنی یا رویه برای گوشت پخته شده به سبک پخت باربیکیو، از جمله گوشت خوک یا گوشت گاو و مرغ استفاده می‌شود. این یک چاشنی همه جا در جنوب ایالات متحده است و در بسیاری از غذاهای دیگر نیز استفاده می‌شود.
مواد تشکیل دهنده متفاوت است، اما بیشتر شامل سرکه، رب گوجه فرنگی، یا سس مایونز (یا ترکیبی) به عنوان پایه، و همچنین دود مایع، پودر پیاز، ادویه جات مانند خردل و فلفل سیاه و شیرین کننده‌هایی مانند شکر یا ملاس است.